# جوزی بوشمی
جوزی بوشمی (ایتالیایی: Giusy Buscemi؛ زادهٔ ۱۳ آوریل ۱۹۹۳) بازیگر و مدل اهل ایتالیا است. وی در سال ۲۰۱۲ مقام نخست «دوشیزهٔ شایسته ایتالیا» را به‌دست‌آورد. وی خود را یک مسیحی کاتولیک می‌داند.
از فیلم‌ها یا مجموعه‌های تلویزیونی که وی در آن‌ها نقش داشته است، می‌توان به دیو و دلبر، مدیچی، بانو با رخپوش سیاه و پدر ماتئو اشاره نمود.